# Gare de Lyon (Métro Paris)

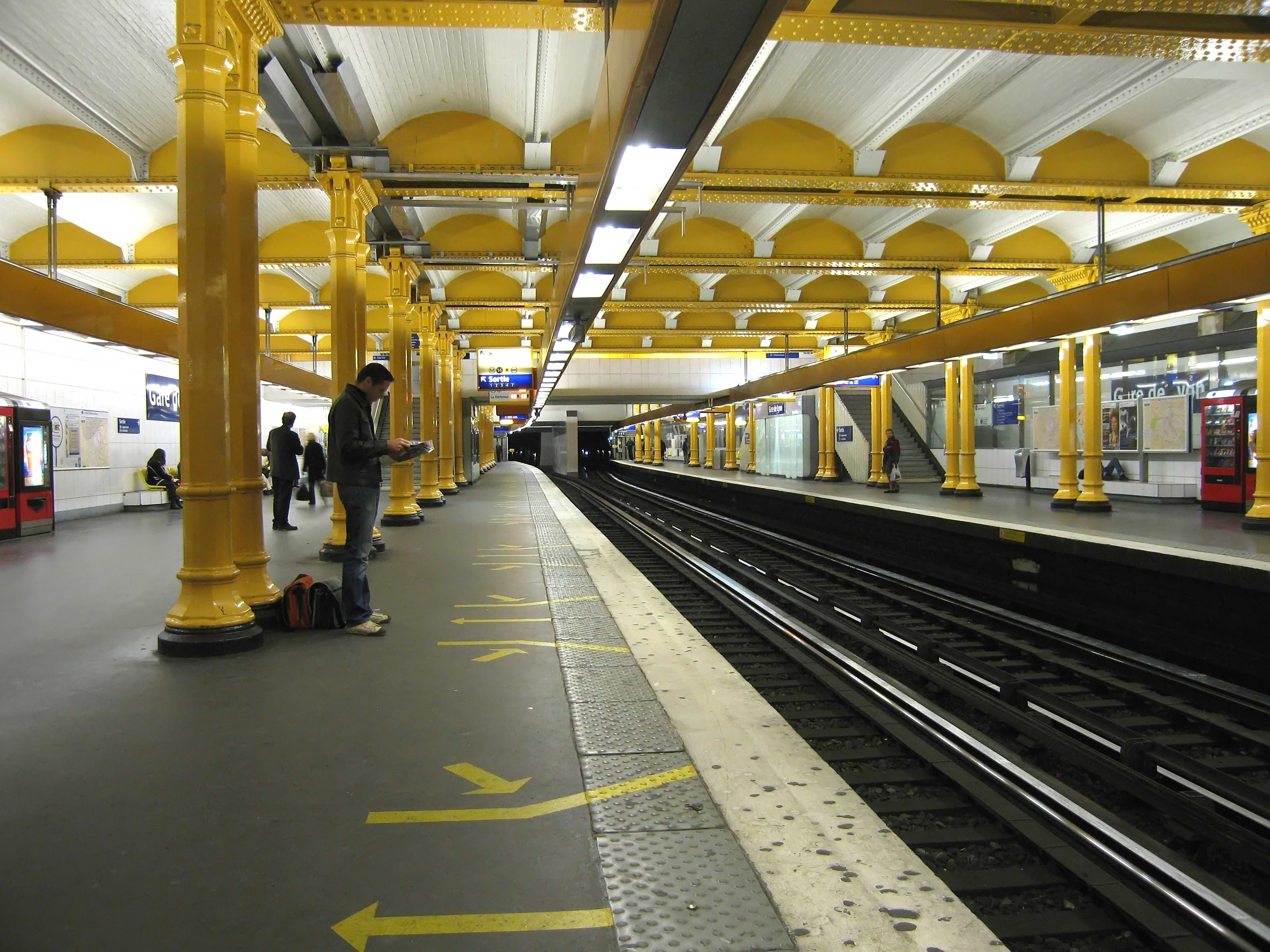
Station der Linie 1 noch ohne Bahnsteigtüren, links der verbreiterte Bahnsteig, ganz rechts die Glaswand, hinter der das Betriebsgleis zur Linie 5 liegt, 2006

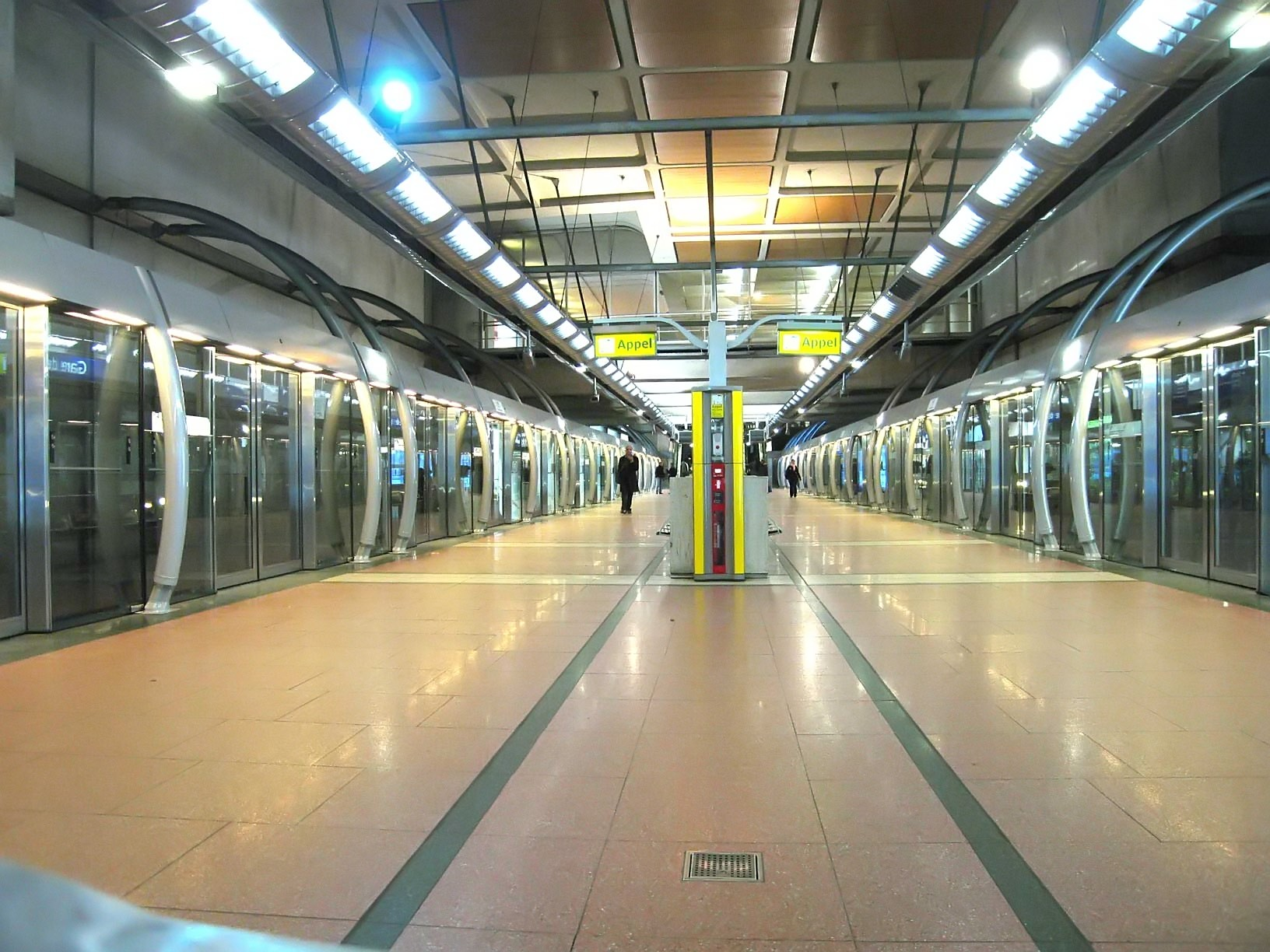
Station der Linie 14

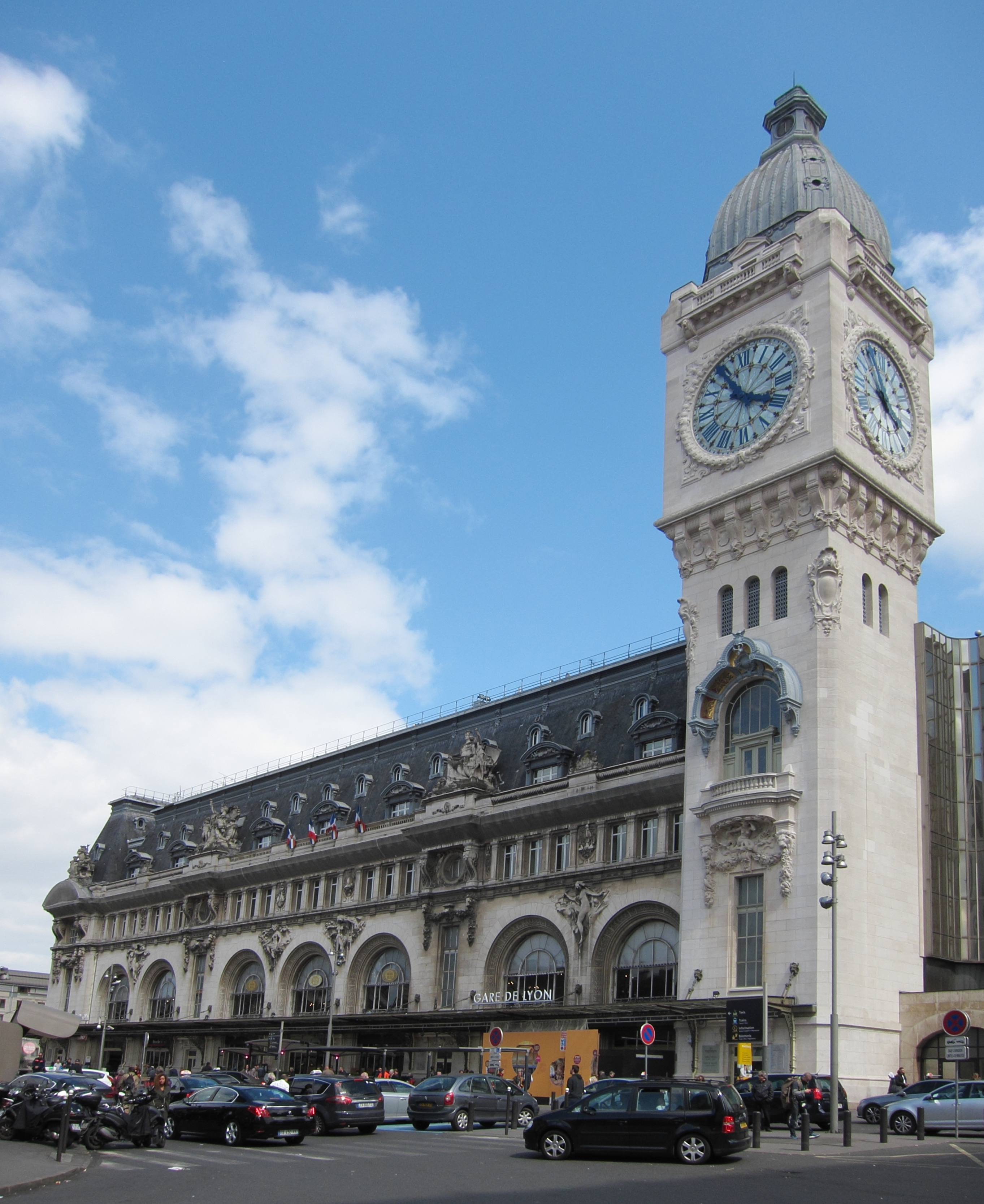
Fassade des Fernbahnhofs mit 64 m hohem Uhrturm

Der U-Bahnhof Gare de Lyon [ɡaʁ də ljɔ̃] ist ein Umsteigebahnhof der Pariser Métro. Er wird von den Linien 1  und 14 bedient und ist einer der wichtigsten Umsteigeknoten im Zentrum von Paris. Mit etwa 85.000 Fahrgästen täglich war er 2004 der am drittstärksten frequentierte U-Bahnhof der Metro. Es besteht die Umsteigemöglichkeit zu den S-Bahn-ähnlichen Zügen der Linien A und D des Réseau express régional (RER) an deren unterirdischer Station des Bahnhofs Gare de Lyon. In dessen oberirdischen Fernbahnhof, dem drittgrößten von Paris, beginnen u. a. die TGV-Züge in Richtung Lyon und Marseille.

## Lage
Der U-Bahnhof befindet sich im Quartier des Quinze-Vingts des 12. Arrondissements von Paris. Die Station der Linie 1 liegt längs unter dem Boulevard Diderot vor der Hauptfassade des Fernbahnhofs, die der Linie 14 längs unter de Rue de Bercy.

## Name
Den Namen gibt der Fernbahnhof Gare de Lyon. Er ist Ausgangspunkt der Mitte des 19. Jahrhunderts gebauten Bahnstrecke Paris–Marseille, die über die 468 km entfernte Großstadt Lyon zum Mittelmeer führt.

## Geschichte
Der U-Bahnhof wurde am 19. Juli 1900 mit der Eröffnung der Linie 1, die damals auf dem Abschnitt von Porte de Vincennes nach Porte Maillot verkehrte, in Betrieb genommen.
Zwischen dem 13. Juli 1906 und dem 16. Dezember 1906 war deren Station zudem vorübergehend Endpunkt der Linie 5. Die von Place d’Italie kommende Linie endete vorerst in der Station Place Mazas (seit 1916: Quai de la Rapée), die Umsteigemöglichkeit an der übernächsten Station Bastille war noch nicht realisiert. Daher verkehrten auf der späteren Betriebsstrecke zwischen Place Mazas und Gare de Lyon zunächst Pendelzüge. Ab Ende Juli machten dann die Regelzüge in der Station Place Mazas Kopf und fuhren über die eingleisige Strecke bis Gare de Lyon weiter. Mit der nördlichen Verlängerung der Linie 5 am 17. Dezember 1906 wurde dieses Verfahren hinfällig.
Während des Hochwassers der Seine im Januar 1910 wurde der U-Bahnhof meterhoch überflutet. Erst am 15. März 1910 konnte der Verkehr auf der Linie 1 wieder aufgenommen werden.
Anfang der 1960er Jahre wurde die Station der Linie 1 für den Verkehr mit gummibereiften Zügen umgerüstet. Die Bahnsteige wurden 2009, im Hinblick auf die Einführung des fahrerlosen Betriebs auf der Linie 1, angehoben und mit Bahnsteigtüren versehen.
Die letzte Erweiterung des U-Bahnhofs war die Eröffnung der Station der vollautomatischen Linie 14 am 15. Oktober 1998. Seit der Einführung des fahrerlosen Betriebs auch auf der Linie 1 im Dezember 2012 ist Gare de Lyon der einzige Pariser U-Bahnhof, in dem ausschließlich automatische Züge verkehren.

## Beschreibung

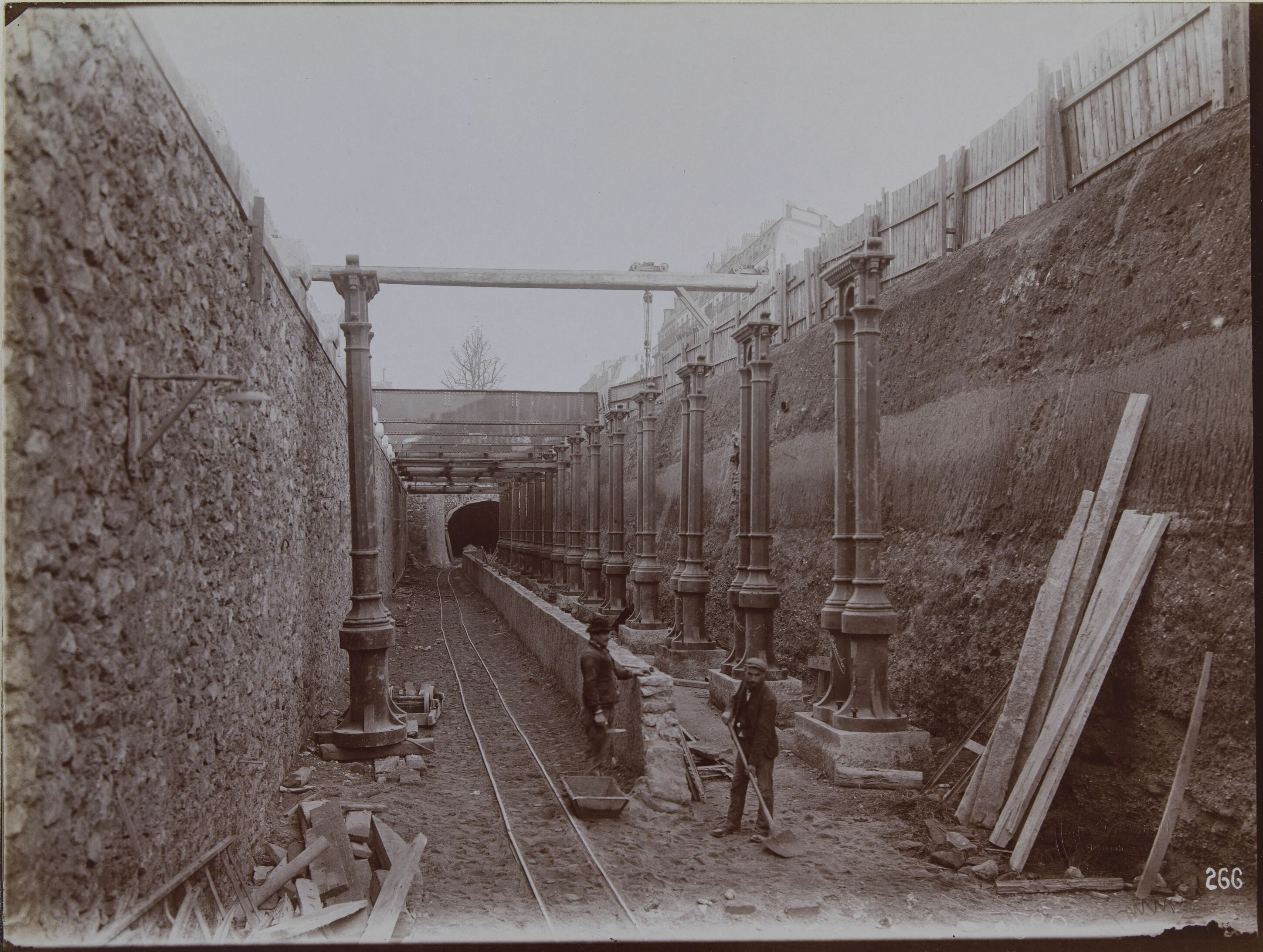
Bau mithilfe einer Decauville-Bahn, 17. November 1899

Die Station der Linie 1 wurde in einer offenen Baugrube errichtet. Abweichend von der in Paris häufiger anzutreffenden Bauweise mit elliptischem Querschnitt weist sie eine waagrechte Metalldecke auf. Auf quer zur Fahrtrichtung liegenden eisernen Stützbalken ruhen Längsträger, die kleine, aus Ziegelsteinen gemauerte Gewölbe tragen. Sie hat die für Paris ungewöhnliche Länge von 123 m, ist 23,9 m breit und heute dreigleisig. Beide Bahnsteige waren ursprünglich Mittelbahnsteige, da die Station als Umsteigebahnhof für eine dort nicht realisierte Ringlinie gedacht war. Der Bahnsteig in Richtung Château de Vincennes, an dessen südlicher Kante 1906 die von Place Mazas kommenden Züge hielten, trägt heute eine Glaswand, die das zur Linie 5 und zur Voie des Finances führende Gleis abtrennt. Das nördlichste Gleis am gegenüberliegenden Bahnsteig wurde entfernt und der Bahnsteig verbreitert, er wurde damit zum Seitenbahnsteig in Richtung La Défense.
Nördlich der Station mündet das heutige Betriebsgleis in das Streckengleis, es folgt ein einfacher Gleiswechsel. An ihrem Südkopf biegt die Strecke in einer engen 90°-Kurve aus dem Boulevard Diderot in die Rue de Lyon ein.
Die Station der Linie 14 ist eine rechteckige Betonkonstruktion mit hoher Decke, eine gläserne Seitenwand gibt den Blick auf einen künstlich beleuchteten unterirdischen Tropengarten frei. Der Mittelbahnsteig hat Bahnsteigtüren.
Von den zahlreichen Zugängen tragen zwei am Boulevard Diderot gelegene einen von Adolphe Dervaux im Stil des Art déco entworfenen Kandelaber. Der von Hector Guimard gestaltete Art-nouveau-Zugang aus der Anfangszeit – ein Unikat mit einer auf drei eisernen Säulen ruhenden Überdachung – existiert nicht mehr, einen Nachbau hat die RATP am U-Bahnhof Châtelet errichtet.

## Fahrzeuge
Zunächst verkehrten auf der Linie 1 Züge, die aus einem Triebwagen mit nur einem Führerstand und zwei Beiwagen bestanden. Diese Fahrzeuge waren zweiachsig und jeweils knapp neun Meter lang. Bereits 1902 wurden Acht-Wagen-Züge mit je einem Triebwagen an den Zugenden gebildet. Bis 1905 wurden die Triebwagen, ab 1906 auch die Beiwagen durch vierachsige Fahrzeuge auf Drehgestellen ersetzt. 1908 hielten grün lackierte Fünf-Wagen-Züge der Bauart Sprague-Thomson auf der Linie 1 Einzug, die sich dort bis in die 1960er Jahre hielten. Ab Mai 1963 wurden die auf Schienen verkehrenden Sprague-Thomson-Züge sukzessive durch gummibereifte Fahrzeuge der Baureihe MP 59 abgelöst, bis Dezember 1964 herrschte Mischverkehr der zwei Betriebsarten. 1997 folgte die Baureihe MP 89 CC, die mit der Aufnahme des automatischen Betriebs der Baureihe MP 05 wich.
Auf der Linie 14 verkehren Züge der Baureihe MP 89 CA, seit 2008 ergänzt um Züge der Baureihe MP 05.

## Umgebung
- Gare de Lyon